# A971 road
Die A971 road ist eine A-Straße in Schottland. Sie schließt die Halbinsel Walls im Westen der Shetlandinsel Mainland bis zum Ness of Melby an das Straßennetz an. Während sie zunächst zweispurig ausgebaut ist, wird rund drei Kilometer nordöstlich von Bridge of Walls auf eine Spur verengt.

## Verlauf
Bei Veensgarth zweigt die A971 von der A970 (Sumburgh–Isbister) ab. Sie führt in nordwestlicher Richtung zunächst entlang der Meeresarme Stromness Voe und Weisdale Voe und bindet die Ortschaften Whiteness, Haggersta, Hellister und Weisdale an. Sie erreicht dann die Buchten Tresta Voe bei der Ortschaft Tresta, Bixter Voe bei Bixter und Effirth Voe. Jenseits von Bixter mündet die B9071 ein. Rund acht Kilometer westlich erreicht die A971 das zu Walls gehörende Bridge of Walls am Kopf des Voe of Brownland. Während die Straße weiter in nordwestlicher Richtung verläuft, führt eine als A971 geführte Stichstraße bis in das Zentrum von Walls. Nach weiteren zehn Kilometern wird zunächst der Weiler Sandness und schließlich das Straßenende an einem Pier mit Slipanlage in Melby erreicht.
Mit einer Gesamtlänge von 39,8 km schließt die Straße die Ortschaften im Westen von Mainland bis an das Kap Ness of Melby gegenüber der Insel Papa Stour an. Bei Veengarth dient sie als Zufahrt zu dem Flughafen Tingwall. Mit dem Scord of Brouster liegt außerdem eine jungsteinzeitliche Siedlung entlang der Straße.

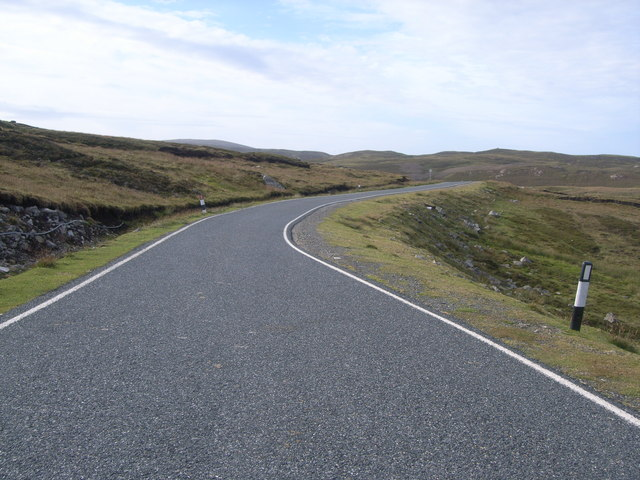
Einspuriger Ausbau zwischen Walls und Sandness
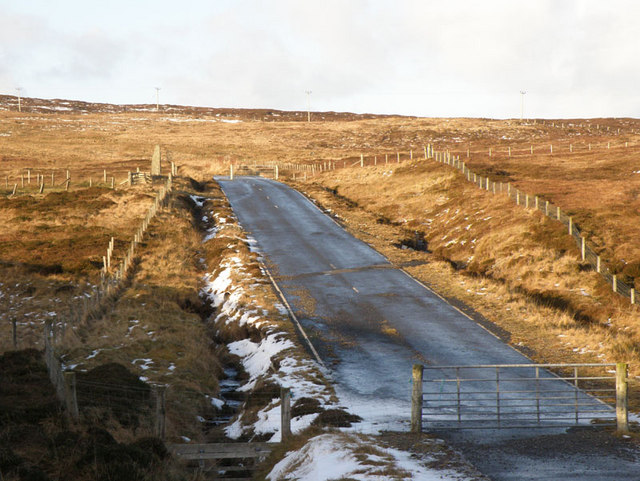
Ehemaliges Teilstück der A971 zwischen Veensgarth und Whiteness
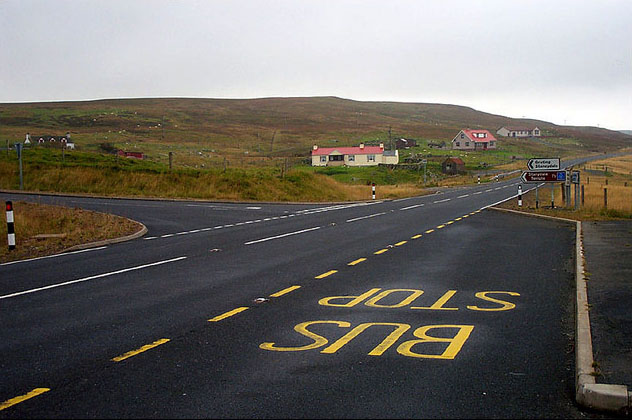
Bushaltestelle westlich von Walls